# Setge de Toledo (1090)
El setge de Toledo de 1090 fou un intent almoràvit de reconquerir la ciutat, que en 1085 va caure en mans castellanes.

## Antecedents
L'any 1086, l'Emir d'Ixbíliya, Al Mutamid, que havia posat en marxa una sèrie d'agressius atacs als regnes veïns sorgits de la descomposició del Califat de Còrdova va veure amenaçats els seus dominis per Alfons VI de Castella, que havia conquerit Tulàytula el 1085 i la veia com s'introduïen les paries, o homenatges, que reforçaven l'economia del regne cristià, va demanar ajut als almoràvits, que van desembarcar comandats per Yusuf ibn Tashfin a al-Yazira al-Jadrā per derrotar els cristians a la batalla d'az-Zallaqah, però Yusuf va haver de retornar a l'Àfrica per la mort del seu fill.
Una segona crida de socors en 1088 fa guanyar a Yusuf ibn Tashfin la setge d'Aledo i percebre la debilitat dels regnes taifes, indecisos entre l'aliança amb els almoràvits o els cristians. La seva posició de força el faculta per assentar-se en al-Àndalus en la tercera expedició que envia (1090), aquest cop sense ser requerit.

## El setge
Yusuf ibn Tashfin va desembarcar el 10 de juny de 1090 i es va dirigir directament a Toledo, com a primer moviment per la conquesta de tots els territoris musulmans. Els emirs taifes, sabedors de les intencions de l'almoràvit, no li van donar suport en aquesta campanya i ja havien començat les negociacions amb Alfons VI de Castella.
Les defenses de la ciutat estaven preparades per resistir un llarg setge, i la guarnició ben preparada, i a més a prop estaven els castells d'Oreja i Maqueda, i a mitjans de juliol, Yusuf ibn Tashfin va saber a mitjans de juliol que s'aproximava un contingent castellà i navarrès encapçalat per Alfons VI de Castella i Sanç I d'Aragó i Pamplona, de manera que l'agost va aixecar el setge.

## Conseqüències
Després de comprovar la manca de suport que va rebre dels emirats, Yusuf ibn Tashfin els atacà aconseguint el control dels diversos regnes musulmans. Així, deposa el governant de Granada i situa en el seu lloc al seu cosí Sir com a governador dels territoris andalusins conquerits, amb la missió d'atacar i annexionar nous regnes taifes. En 1090, els almoràvits prenien Màlaga; el 1091, Almeria i Sevilla, Badajoz en 1.094 i València el 1102.